# Discographie de Vanessa Hudgens
Cet article présente la discographie officielle de la chanteuse américaine de pop Vanessa Hudgens.

## Albums
| Année | Album      | Classements | Classements | Classements | Classements | Ventes américaines | Certification américaine | Ventes mondiales |
| Année | Album      | FR          | É-U         | CAN         | N-Z         | Ventes américaines | Certification américaine | Ventes mondiales |
| ----- | ---------- | ----------- | ----------- | ----------- | ----------- | ------------------ | ------------------------ | ---------------- |
| 2006  | V          | 59          | 4           | —           | 35          | 1 200 000          | Or                       | 1 200 000        |
| 2008  | Identified | —           | 12          | 37          | —           | 700 000            | —                        | 700 000          |

## Singles
| Année | Titre                                           | Classements | Classements | Classements | Classements | Classements | Classements | Classements | Album                 |
| Année | Titre                                           | FR          | É-U         | CAN         | ESP         | ALL         | AUS         | N-Z         | Album                 |
| ----- | ----------------------------------------------- | ----------- | ----------- | ----------- | ----------- | ----------- | ----------- | ----------- | --------------------- |
| 2006  | Come Back to Me                                 | 12          | 55          | —           | 17          | 56          | 36          | 6           | V                     |
| 2007  | Say Ok                                          | —           | 61          | —           | —           | —           | —           | —           | V                     |
| 2008  | Sneakernight                                    | —           | 88          | 95          | —           | —           | 94          | —           | Identified            |
| 2013  | $$$EX (vs. YLA)                                 | —           | —           | —           | —           | —           | —           | —           | Non-album single      |
| 2017  | Reminding Me (Shawn Hook feat. Vanessa Hudgens) | —           | —           | 30          | —           | —           | —           | —           | My Side of Your Story |
| 2018  | Lay With Me (Phantoms feat. Vanessa Hudgens)    | —           | —           | —           | —           | —           | —           | —           | Non-album single      |

### Divers
| Année | Titre      | Classements   | Album      |
| Année | Titre      | Japan Hot 100 | Album      |
| ----- | ---------- | ------------- | ---------- |
| 2008  | Identified | 98            | Identified |

## Bandes originales

### Albums
| Année | Album                                    | Classements | Classements | Classements | Classements | Classements | Classements | Classements | Classements | Classements | Ventes américaines | Ventes mondiales | Certification américaine |
| Année | Album                                    | FR          | É-U         | CAN         | AUS         | N-Z         | ALL         | ITA         | ESP         | AUT         | Ventes américaines | Ventes mondiales | Certification américaine |
| ----- | ---------------------------------------- | ----------- | ----------- | ----------- | ----------- | ----------- | ----------- | ----------- | ----------- | ----------- | ------------------ | ---------------- | ------------------------ |
| 2006  | High School Musical                      | 6           | 1           | 1           | 1           | 1           | 22          | 5           | 6           | 13          | + 4 000 000        | + 8 000 000      | 4x Platine               |
| 2007  | High School Musical 2                    | 12          | 1           | 1           | 4           | 3           | 5           | 2           | 2           | 2           | + 3 000 000        | + 6 200 000      | 3 × Platine              |
| 2008  | High School Musical 3: Nos années lycées | 5           | 2           | 2           | 4           | 1           | 3           | 4           | 1           | 1           | + 1 300 000        | + 2 900 000      | Platine                  |

### Singles promotionnels
| Année | Singles                         | Album                            |
| ----- | ------------------------------- | -------------------------------- |
| 2006  | Colors of the Wind              | DisneyMania 5                    |
| 2006  | Breaking Free                   | High School Musical Soundtrack   |
| 2006  | When There Was Me and You       | High School Musical Soundtrack   |
| 2006  | I Can't Take My Eyes Off of You | High School Musical Soundtrack   |
| 2007  | You Are the Music in Me         | High School Musical 2 Soundtrack |
| 2007  | Gotta Go My Own Way             | High School Musical 2 Soundtrack |
| 2008  | Now or Never (en)               | High School Musical 3            |
| 2008  | A Night to Remember             | High School Musical 3            |
| 2008  | Right Here, Right Now           | High School Musical 3            |

## Clips vidéos
| Année | Titre                      | Album      | Réalisateur     |
| ----- | -------------------------- | ---------- | --------------- |
| 2006  | Come Back to Me            | V          | Chris Applebaum |
| 2007  | Say OK                     | V          | Darren Grant    |
| 2008  | Sneakernight               | Identified | Malcolm Jones   |
| 2013  | $$$EX vs. YLA              |            |                 |
| 2018  | Lay With Me feat. Phantoms |            |                 |

## Tournées
| Années    | Nombre de dates | Titre                            |
| --------- | --------------- | -------------------------------- |
| 2006-2007 | 51              | High School Musical: The Concert |
| 2008      | 24              | Identified Summer Tour           |